# Liparis hawaiensis
Liparis hawaiensis H.Mann, 1867 è una pianta appartenente alla famiglia delle Orchidacee, endemica delle isole Hawaii.

## Descrizione
Può essere definita una specie epifita in quanto cresce prevalentemente su substrati di muschio.
È dotata di pseudobulbi, da ciascuno dei quali si dipartono due foglie membranose.
L'infiorescenza può raggiungere i 40 cm di lunghezza e raggruppa circa 15 piccoli fiori di colore verde pallido. Fiorisce tra maggio e novembre.

## Biologia
Questa specie si riproduce verosimilmente per autoimpollinazione.

## Distribuzione e habitat
Liparis hawaiensis è presente sulle isole di Kauai, Oahu, Molokai, Lanai, Maui e Hawaii, mentre è assente da Kahoolawe e Niihau.